# Single numer jeden w roku 1962 (USA)
Notowanie Billboard Hot 100 przedstawia najlepiej sprzedające się single w Stanach Zjednoczonych. Publikowane jest ono przez magazyn Billboard, a dane kompletowane są przez Nielsen SoundScan w oparciu o cotygodniowe wyniki sprzedaży cyfrowej oraz fizycznej singli, a także częstotliwość emitowania piosenek na antenach stacji radiowych.

## Historia notowania
| Data publikacji | Piosenka                               | Artysta                     |
| --------------- | -------------------------------------- | --------------------------- |
| 6 stycznia      | "The Lion Sleeps Tonight"              | The Tokens                  |
| 13 stycznia     | "The Twist"                            | Chubby Checker              |
| 20 stycznia     | "The Twist"                            | Chubby Checker              |
| 27 stycznia     | "Peppermint Twist"                     | Joey Dee and the Starliters |
| 3 lutego        | "Peppermint Twist"                     | Joey Dee and the Starliters |
| 10 lutego       | "Peppermint Twist"                     | Joey Dee and the Starliters |
| 17 lutego       | "Duke of Earl"                         | Gene Chandler               |
| 24 lutego       | "Duke of Earl"                         | Gene Chandler               |
| 3 marca         | "Duke of Earl"                         | Gene Chandler               |
| 10 marca        | "Hey! Baby"                            | Bruce Channel               |
| 17 marca        | "Hey! Baby"                            | Bruce Channel               |
| 24 marca        | "Hey! Baby"                            | Bruce Channel               |
| 31 marca        | "Don't Break the Heart That Loves You" | Connie Francis              |
| 7 kwietnia      | "Johnny Angel"                         | Shelley Fabares             |
| 14 kwietnia     | "Johnny Angel"                         | Shelley Fabares             |
| 21 kwietnia     | "Good Luck Charm"                      | Elvis Presley               |
| 28 kwietnia     | "Good Luck Charm"                      | Elvis Presley               |
| 5 maja          | "Soldier Boy"                          | The Shirelles               |
| 12 maja         | "Soldier Boy"                          | The Shirelles               |
| 19 maja         | "Soldier Boy"                          | The Shirelles               |
| 26 maja         | "Stranger on the Shore"                | Acker Bilk                  |
| 2 czerwca       | "I Can't Stop Loving You"              | Ray Charles                 |
| 9 czerwca       | "I Can't Stop Loving You"              | Ray Charles                 |
| 16 czerwca      | "I Can't Stop Loving You"              | Ray Charles                 |
| 23 czerwca      | "I Can't Stop Loving You"              | Ray Charles                 |
| 30 czerwca      | "I Can't Stop Loving You"              | Ray Charles                 |
| 7 lipca         | "The Stripper"                         | David Rose                  |
| 14 lipca        | "Roses Are Red (My Love)"              | Bobby Vinton                |
| 21 lipca        | "Roses Are Red (My Love)"              | Bobby Vinton                |
| 28 lipca        | "Roses Are Red (My Love)"              | Bobby Vinton                |
| 4 sierpnia      | "Roses Are Red (My Love)"              | Bobby Vinton                |
| 11 sierpnia     | "Breaking Up Is Hard to Do"            | Neil Sedaka                 |
| 18 sierpnia     | "Breaking Up Is Hard to Do"            | Neil Sedaka                 |
| 25 sierpnia     | "The Loco-Motion"                      | Little Eva                  |
| 1 września      | "Sheila"                               | Tommy Roe                   |
| 8 września      | "Sheila"                               | Tommy Roe                   |
| 15 września     | "Sherry"                               | The Four Seasons            |
| 22 września     | "Sherry"                               | The Four Seasons            |
| 29 września     | "Sherry"                               | The Four Seasons            |
| 6 października  | "Sherry"                               | The Four Seasons            |
| 13 października | "Sherry"                               | The Four Seasons            |
| 20 października | "Monster Mash"                         | Bobby Pickett               |
| 27 października | "Monster Mash"                         | Bobby Pickett               |
| 3 listopada     | "He's a Rebel"                         | The Crystals                |
| 10 listopada    | "He's a Rebel"                         | The Crystals                |
| 17 listopada    | "Big Girls Don't Cry"                  | The Four Seasons            |
| 24 listopada    | "Big Girls Don't Cry"                  | The Four Seasons            |
| 1 grudnia       | "Big Girls Don't Cry"                  | The Four Seasons            |
| 8 grudnia       | "Big Girls Don't Cry"                  | The Four Seasons            |
| 15 grudnia      | "Big Girls Don't Cry"                  | The Four Seasons            |
| 22 grudnia      | "Telstar"                              | The Tornados                |
| 29 grudnia      | "Telstar"                              | The Tornados                |